# Gieorgij Jełczaninow
Gieorgij Iwanowicz Jełczaninow, ros. Георгий Иванович Елчанинов (ur. 4 sierpnia?/16 sierpnia 1871, zm. w 1924 w Wadowicach) – rosyjski, a następnie ukraiński (generał major), emigrant.

## Życiorys
Ukończył korpus kadetów w Mikołajowie, zaś w 1893 nikołajewską szkołę kawaleryjską. Służył w stopniu korneta w 36 Achtyrskim Pułku Dragonów. W 1896 awansował do stopnia porucznika, w 1898 – sztabsrotmistrza, zaś w 1902 r. – rotmistrza. W 1907 r. przeszedł do 12 Achtyrskiego Pułku Husarzy. Brał udział w I wojnie światowej. Od września 1915 r. w stopniu pułkownika dowodził pułkiem. W sierpniu 1917 r. w stopniu generała majora objął dowództwo 12 Dywizji Kawalerii. Jesienią 1917 r. wstąpił do nowo formowanych ukraińskich sił zbrojnych. Dowodził wojskami Odeskiego Okręgu Wojskowego. W połowie lipca 1918 r. został dowódcą 2 Brygady 4 Dywizji Konnej. W styczniu 1919 r. przeszedł do wojsk Białych gen. Antona I. Denikina, obejmując funkcję komendanta Mariupola. Uczestniczył w Marszu Bredowskim, czyli odwrocie części wojsk Białych na terytorium Polski, gdzie zostały internowane. Po wypuszczeniu na wolność zamieszkał w Wadowicach. Był wykładowcą w emigracyjnej szkole wyższej Armii Czynnej Ukraińskiej Republiki Ludowej.